# Macroleptea laevigata
Macroleptea laevigata är en insektsart som först beskrevs av Werner 1914.  Macroleptea laevigata ingår i släktet Macroleptea och familjen Pyrgomorphidae. Inga underarter finns listade i Catalogue of Life.